# Aeroportul Saint-Georges-de-l'Oyapock
Aeroportul Saint-Georges-de-l'Oyapock (IATA: OYP, ICAO: SOOG) este un aeroport din Franța ce deservește zona Saint-Georges⁠(d). Aeroportul a fost tranzitat în 2011 de 2.295 de pasageri. A fost numit după zona deservită.
Situat la o altitudine de 11 m, aeroportul dispune de o singură pistă. Este operat de general council of Guyane⁠(d).